# Isurus (deportes electrónicos)
Isurus, anteriormente conocido como Isurus Gaming, es una organización argentina de esports profesional con equipos compitiendo en Counter-Strike: Global Offensive y League of Legends. Su equipo de League of Legends es el campeón con más trofeos de la Liga Latinoamérica, ganando tanto la copa inaugural como la copa final de 2019. Estos dos campeonatos clasificaron a Isurus para el 2019 Mid-Season Invitational y la 2019 World Championship respectivamente.

## Counter-Strike: Global Offensive

### Historia
El primer equipo de CS:GO de Isurus Gaming fue creado el 15 de agosto de 2012 y estuvo formado por Valhalla, Rew4z, mvk, Nyogen, Otto y Andrómeda, todos los cuales se unieron a la lista anterior de CS: Source de la organización. Desde entonces Isurus ha fichado exclusivamente a jugadores argentinos, a excepción de  Maximiliano "majuxas" Gonzalez, jugador uruguayo que actualmente juega en el equipo de 9z como uno de los entry fraggers del equipo, a José Patricio "L!nKz^" Ortega, jugador chileno retirado en 2020 y Caike "caike" Costa, jugador brasileño de presente en la organización del mismo país, Bravos Gaming. El equipo de Isurus de CS:GO compitió en el Brazil's CLUTCH Circuit (Circuito que a día de hoy, no existe), así como otros torneos regionales e internacionales.

## League of Legends

### Historia
Isurus Gaming entró por primera vez a la escena profesional de League of Legends en 2013, adquiriendo un roster totalmente argentino. Continuaron alineando solo jugadores argentinos hasta finales de 2014, cuando adquirieron al top laner uruguayo Juan "MANTARRAYA" Abdón. El primer título importante de Isurus fue la Copa de Apertura de LAS 2016, que ganaron después de derrotar a los de Last Kings 3-0. Esto los calificó para el International Wildcard Invitational de 2016, donde se ubicaron en séptimo lugar con un récord de 2-5, sin calificar para el 2016 Mid-Season Invitational. Isurus luego ganaría la Copa de Clausura de LAS 2016 y la Copa de Apertura de LAS 2017, la última de las cuales los clasificó para el 2017 Mid-Season Invitational. A pesar de estar en el top 3 de LAS, Isurus no ganaría otro título hasta la creación de la Liga Latinoamérica (LLA) en 2019.
Isurus ganó tanto la apertura  y el cierre de la temporada de la LLA 2019, la primera calificándolos para la etapa del 2019 Mid-Season Invitational el segundo clasificandolos para la etapa del 2019 World Championship. En el 2019 Mid-Season Invitational, Isurus se colocó en el Grupo A de la primera ronda de la etapa de play-in, junto con el equipo australiano Bombers, el equipo turco 1907 Fenerbahçe, y el equipo vietnamita Phong Vũ Buffalo. Isurus finished  terminó empatado en último lugar en el Grupo A con Bombers, ubicándose del décimo al duodécimo en la general.
En el 2019 World Championship, Isurus se colocó en el Grupo B de la primera ronda de la etapa de play-in, junto con el equipo europeo Splyce y el equipo japonés DetonatioN FocusMe. Después de la segunda ronda, Isurus se ubicó segundo en el Grupo B con un récord de 2-2, clasificándose para la segunda ronda, donde fueron derrotados por Hong Kong Attitude y eliminados del torneo.